# 東京都立松沢病院
東京都立松沢病院（とうきょうとりつまつざわびょういん、英語: Tokyo Metropolitan Matsuzawa Hospital）とは、東京都世田谷区にある医療機関である。地方独立行政法人東京都立病院機構が運営する病院のひとつであり、精神科専門病院であるとともに他の各診療科を備えた総合病院となっている。

## 概要
精神科の専門病院として知られる。東京市巣鴨にあった精神病院、東京府巣鴨病院が1919年（大正8年）に現在地に移り、「東京府松澤病院」として診療を始めたのが始まりである。61,000坪の敷地に分棟式の建物が並び、開放病棟や作業場が建てられるなど先進的な精神病院として開院した。
現在は東京都の精神科応急入院指定病院となっている。また、東京都災害拠点病院に指定されている。診療の対象は原則として15歳以上であり、14歳以下の場合には東京都立小児総合医療センターを紹介する。
2012年（平成24年）5月、新たに病院本館診療棟が開業した。これに伴い、身体疾患を合併した精神病患者を管理する「精神科身体合併症医療」や「薬物依存症・アルコール依存症医療」のための病床が増設されたほか、15-25歳の患者を対象とした「青年期病棟」が新設された。

## 歴史

### 沿革
明治天皇の内勅を受けた内務卿大久保利通は、明治11年（1878年）3月15日に東京府に対して脚気病院と癲狂院（てんきょういん）の設立を命じた。この癲狂院が松沢病院の前身である。癲狂院の設立に際して明治天皇の御手元金から3000円が東京府に下賜された。
同年7月に東京府上野の上野恩賜公園に東京府癲狂院が創設された。1881年（明治14年）8月に本郷区駒込東片町（現文京区）、ついで1886年（明治19年）には小石川区巣鴨駕籠町（現文京区）に移転した。
初代院長は東京府病院長長谷川泰である。第3代院長には、東京帝国大学医科大学精神病学教室初代教授に就任した榊俶（さかき はじめ）が兼任する。
1889年（明治22年）に東京府巣鴨病院と改称。
1901年（明治34年）に東京帝国大学精神病理学講座主任教授・呉秀三が巣鴨病院院長を兼任し、病院改革を始める。大きな改革は次のとおり。
1. 拘束具の使用禁止。それらをすべて焼却処分する。
  - 現在は、やむを得ない場合において身体拘束が使用されている。
2. 患者の室外運動の自由化 - 看護職員や家族が付き添い、病院構内での運動を自由化。
3. 旧来の看護観を持つ看護長などリーダー格の職員を更迭し、看護職員の人員と意識の刷新を図る。
4. 新しい看護長には医科大学附属病院で看護学講習を聴講させ、看護技術の向上を図る。
5. 患者処遇の改善と治療方針の刷新。
6. 作業療法の積極的活用。
7. 病棟の増改築の実行。

1916年（大正5年）、東京帝国大学精神病理学講座が巣鴨病院から分離。
1919年（大正8年）11月7日に荏原郡松沢村に移転し、東京府松沢病院になった。敷地面積は6万坪。これは呉が入院患者を約600名とする予定で「患者さん一人100坪。全部で6万坪が必要」と東京府に要請したものが承認されたため。各病棟は□型をしており、閉鎖病棟の患者も中庭には出られる構造になっていた。
1943年（昭和18年）7月の都制開始とともに現在の名称になる。
1949年（昭和24年）、公務員法による国家公務員と地方公務員の兼職禁止により、院長内村祐之（東京大学教授）が退任する。

### 年表

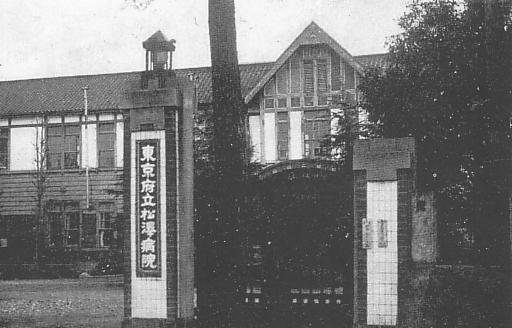
東京府松沢病院（1933年）

- 1878年（明治11年）3月15日、明治天皇の内勅を受けた内務卿大久保利通が東京府に対して設立を命じる[5]。
- 1879年（明治12年）7月 - 東京府上野の上野恩賜公園に東京府癲狂院を設立。養育院の収容者のうち精神疾患者を収容[9]。
- 1881年（明治14年）8月 - 東京府本郷区駒込東片町に移転。
- 1886年（明治19年）6月 - 東京府小石川区巣鴨駕籠町に移転。
- 1889年（明治22年） - 「東京府巣鴨病院」と改称。
- 1901年（明治34年） - 東京帝国大学教授呉秀三が巣鴨病院院長を兼任[14]。
- 1916年（大正5年） - 東京帝国大学精神病理学講座が巣鴨病院から分離[12]。
- 1919年（大正8年）11月7日 - 東京府荏原郡松沢村に移転、「東京府松沢病院」となる。
- 1943年（昭和18年）7月 - 東京都発足とともに現在の名称に改称。
- 1945年（昭和20年） 5月 - 青山脳病院本院（世田谷区松原）の譲渡を受け、「東京都立松沢病院 梅ヶ丘分院」として開業
- 2022年（令和4年）7月 - 東京都病院経営本部から地方独立行政法人東京都立病院機構に移行。

## 診療科目等
| - 精神科 - 心理室 - 内科 - 神経内科 - 外科 - 脳神経外科 - 整形外科 | - 血液内科 - 皮膚科 - 泌尿器科 - 婦人科 - 耳鼻咽喉科 - 歯科 - 放射線科 - 麻酔科 | - 薬剤科 - 検査科 - 栄養科 - リハビリテーション科 - 看護部 - デイケア部 - 社会復帰支援室 |

## 医療機関の指定等
- 保険医療機関
- 救急告示病院
- 精神科応急入院指定病院
- 精神保健及び精神障害者福祉に関する法律に基づく指定病院
- 精神保健指定医の配置されている医療機関
- 臨床研修指定病院（医科）
- 心神喪失等の状態で重大な他害行為を行った者の医療及び観察等に関する法律に基づく指定入院医療機関
- 東京都災害拠点病院
- 地域型認知症疾患医療センター

## 院長
2012年7月就任　齋藤正彦
2021年4月就任　水野雅文

## 認定専門医人数
- 社団法人日本整形外科学会：整形外科専門医 2人
- 社団法人日本放射線学会：放射線科専門医 1人
- 社団法人日本外科学会：外科専門医 2人
- 社団法人日本循環器学会：循環器専門医 2人
- 財団法人日本消化器病学会：消化器病専門医 1人
- 社団法人日本腎臓学会：腎臓専門医 1人
- 一般社団法人日本消化器外科学会：消化器外科専門医 1人
- 社団法人日本透析医学会：透析専門医 1人
- 社団法人日本脳神経外科学会：脳神経外科専門医 2人
- 社団法人日本リハビリテーション医学会：リハビリテーション科専門医 1人
- 社団法人日本消化器内視鏡学会：消化器内視鏡専門医 2人
- 有限責任中間法人日本神経学会：神経内科専門医 3人

## 逸話

### 戦時中の死亡率
立津政順は1958年（昭和33年）に「戦争中の松沢病院入院患者死亡率」（精神神経科学雑誌、60:596-605,1958）を発表し、第二次世界大戦敗戦の1945年（昭和20年）に東京都立松沢病院に在籍した1169名（年初在院668名、年間入院501名）中、478名が死亡し、年間在籍患者数に対する死亡率が40.9%と発表した。
岡田靖雄はその他の病院の死亡率を検討し、「戦前の精神科病院における死亡率」近代庶民生活史、20,病気・衛生226-240,三一書房,1995. で、死亡率に影響を与える要因として、
1. 病院経営が安定すると、死亡率が減少する。
2. 太平洋戦争前は米価が上がると、脚気による死亡率が上がる。

と記載し、赤痢・腸チフス・流行性感冒より影響が大であった。終戦直後の食料不足による栄養障害が最も重要で、松沢病院では62.3％が栄養障害で1000キロカロリー以下のことも多かったのではないかとしている。

### 佐川一政
松沢病院の患者で著名な人物は、パリ人肉事件の加害者である佐川一政である。フランスの精神病院で精神病と診断されて不起訴処分になり、日本へ帰国した佐川を患者として1984年5月に受け入れたが、フランスの診断は誤診であり精神病患者ではなく人格障害者であるため、刑事責任を問うべきと診断した。フランス警察が捜査資料の引き渡しを拒否して、日本では起訴されずに1985年10月（15か月後）に退院している。

### 大川周明
大川周明は『A級戦犯』として、極東軍事裁判の被告人になるも、精神障害と診断されて裁判から外され、東京大学医学部附属病院へ入院後に松沢病院へ転院した。主治医は西丸四方である。

### 石田昇
戦前のことになるが、精神科医石田昇が松沢病院に長期入院し、1940年（昭和15年）に松沢病院内で逝去した。

### 依存症病棟の医師全員退職
2012年に院長が代わった際、薬物使用者の全員通報を求める院長側と依存症治療を優先する依存症病棟の医師の間で対立が生じた。その結果、依存症病棟に勤務していた専門医が全員退職している。

## 事案
- 2014年9月10日 - 男性看護師が、2013年6月～2014年2月16日統合失調症の男性患者がおむつ交換時に抵抗したため、患者の口を押えて頬を叩いた。また、少なくとも入院患者4人（40～70代）に対し、「死ね」「何だこのやろう」などの暴言をはき、顔をたたいたり、布団を頭からかぶせて顔を殴るなどの暴力をふるっていた。被害者は計8人であることが明らかになった。男性看護師は停職（15日）の懲戒処分[20][21]。

## 交通アクセス
- 京王線八幡山駅 徒歩約5分

## その他

### ドキュメンタリー
- ETV特集「ドキュメント 精神科病院×新型コロナ」（2021年7月31日、NHK Eテレ）[22]